# Jorge Amador Amador
José Jorge Amador Amador (San Martín Hidalgo, Jalisco, 21 de noviembre de 1947) es un académico, filósofo y político mexicano de izquierda. Ha sido militante del Partido Socialista de los Trabajadores (PST) y del Partido de la Revolución Democrática (PRD), en dos ocasiones ha sido diputado federal. Desde 2003 ha ocupado en varios periodos el cargo de director general de Seguridad Ciudadana del municipio de Nezahualcóyotl, estado de México.

## Biografía
Es licenciado en Derecho por la Universidad de Guadalajara (UdeG), maestro en Filosofía y doctor en Sociología por El Colegio de México (Colmex). Ejerció como docente tanto en la UdeG como en el Colmex. Fue miembro del Partido Socialista de los Trabajadores desde 1973, que lo llevó a ser elegido en dos ocasiones diputado federal por el principio de representación proporcional: a la LI Legislatura de 1979 a 1982 y a la LIII Legislatura de 1985 a 1988.
Participó ampliamente en la constitución del Frente Democrático Nacional (FDN), en la que su partido, ahora deniminado como Partido del Frente Cardenista de Reconstrucción Nacional (PFCRN) se integró y que respaldó la candidatura presidencial de Cuauhtémoc Cárdenas Solórzano en las elecciones federales de 1988. El mismo año, los tres partidos que integraron el FDN, el PFCRN, el Partido Mexicano Socialista (PMS) y el Partido Popular Socialista lo postularon como su candidato a Gobernador de Jalisco en las elecciones estatales celebradas el 4 de diciembre del mismo año. En ellas obtuvo el 7.5% de los votos, el tercer lugar tras los candidatos del PRI, Guillermo Cosío Vidaurri y del PAN, Héctor Pérez Plazola.
Tras dedicarse durante varios años a la academia, retornó a actividad pública en 2003, al ser nombrado como director general de Seguridad Ciudadana, es decir, jefe de la policía municipal del municipio de Nezahualcóyotl, parte de la Zona metropolitana del Valle de México y uno de los más populosos del país. Ocupó el cargo durante 15 años, divididos en dos periodos, primero de 2003 a 2009 en las administraciones de los alcaldes Luis Sánchez Jiménez —quien lo designó al cargo en la primera ocasión— y Víctor Manuel Bautista López; y luego de 2012 a 2021, en las administraciones de Juan Zepeda Hernández y Juan Hugo de la Rosa García y quienes los suplieron interinamente. Cesó en el cargo el 1 de enero de 2022 al asumir el ayuntamiento Adolfo Cerqueda Rebollo. Durante este periodo, Jorge Amador Amador convirtió la policía de Nezahualcóyotl en una de las mejores evaluadas del país.